# Веселовка (Погребищенский район)
Весело́вка (укр. Веселівка) — село на Украине, находится в Погребищенском районе Винницкой области.
Код КОАТУУ — 0523487802. Население по переписи 2001 года составляет 125 человек. Почтовый индекс — 22242. Телефонный код — 4346.
Занимает площадь 0,03 км².

## История
В 1946 году указом ПВС УССР населённый пункт совхоза Вацлавовка переименовано в Веселовку.

## Адрес местного совета
22240, Винницкая область, Погребищенский р-н, с. Черемошное, ул. Клубна, 23